# Línea 72 de TMB
La línea 72 fue una línea regular de autobús urbano de la ciudad de Barcelona, gestionada por la empresa TMB, sustituida el 18 de noviembre de 2013 por la línea V3 de la Red Ortogonal de Autobuses de Barcelona. Realizaba el recorrido entre la Gran Vía de Hospitalet y el paseo de la Bonanova, con una frecuencia en hora punta de 5-9 minutos.

## Otros datos
| Prestación                   | Disponibilidad en la línea |
| ---------------------------- | -------------------------- |
| Adaptada a                   | Sí                         |
| TMB iBus (tiempo de espera ) | Sí                         |
| Pantallas informativas       | Sí                         |
| Línea de tránsito rápido     | No                         |
| Circula en días festivos     | Sí                         |